# Принцепс
Принцепсът (на латински: princeps senatus – първенец на Сената) е най-старшият сенатор в античната римска Република. Неговото име се вписва на първо място в списъка на сенаторите и той има функцията на председател на Сената. Има правото пръв да се изкаже пред Сената и да постави пред него проблем за обсъждане. Званието носи много голям престиж на носителя.
Принципатът първоначално не е доживотна позиция. Принцепс се избира при всяка нова двойка цензори, което значи на всеки 5 години. Цензорите могат и да потвърдят принцепса за следващите пет години. Принцепсът се избира между сенаторите патриции, обикновено бивши цензори. Трябва да има безукорно политическо минало и да е уважаван от останалите сенатори.
Сред неговите права и задължения влизат:
да представлява Сената при среща с представители на чужди страни;
да пише от името на Сената писма и официални съобщения;
да решава дневния ред в Сената.
След падането на Римската република „принцепс“ става основна официална титла на монархическия държавен глава, популярно известен като император.

## Непълен списък на принцепсите при Републиката
- 220 пр.н.е. – Луций Корнелий Лентул Кавдин
- 214 пр.н.е. – Марк Фабий Бутеон
- 209 пр.н.е. – Квинт Фабий Максим
- 199 пр.н.е. – Сципион Африкански
- 184 пр.н.е. – Луций Валерий Флак
- 179 пр.н.е. – Марк Емилий Лепид (187 пр.н.е.)
- 147 пр.н.е. – Публий Корнелий Сципион Назика Коркул
- 142 пр.н.е. – Публий Корнелий Сципион Назика Коркул
- 136 пр.н.е. – Апий Клавдий Пулхер
- 131 пр.н.е. – Луций Корнелий Лентул Луп
- 125 пр.н.е. – Публий Корнелий Лентул
- 115 пр.н.е. – Марк Емилий Скавър
- 86 пр.н.е. – Луций Валерий Флак
- 70 пр.н.е. – Мамерк Емилий Лепид Ливиан
- 43 пр.н.е. – Марк Тулий Цицерон (не е патриций)
- 28 пр.н.е. – Август